# Incanotus mariaelenae
Incanotus mariaelenae är en insektsart som beskrevs av Buzzetti 2008. Incanotus mariaelenae ingår i släktet Incanotus och familjen vårtbitare. Inga underarter finns listade i Catalogue of Life.